# St. Charles (Michigan)
St. Charles é uma vila localizada no estado americano de Michigan, no Condado de Saginaw.

## Demografia
Segundo o censo americano de 2000, a sua população era de 2215 habitantes.

## Geografia
De acordo com o United States Census Bureau tem uma área de
6,3 km², dos quais 6,3 km² cobertos por terra e 0,0 km² cobertos por água.

## Localidades na vizinhança
O diagrama seguinte representa as localidades num raio de 20 km ao redor de St. Charles.